# Traite des êtres humains en Côte d'Ivoire
La traite des êtres humains en Côte d’Ivoire fait référence à la pratique du travail forcé et de l’exploitation sexuelle commerciale qui utilise la Côte d’Ivoire comme pays d’origine, de transit et de destination pour les femmes et les enfants victimes de la traite à ces fins.

## Histoire
En 2010, la traite à l’intérieur des frontières du pays était plus répandue, les victimes étant principalement victimes de la traite du nord du pays vers le sud, plus prospère économiquement. Des garçons du Ghana, du Mali et du Burkina Faso ont été soumis au travail forcé dans le secteur agricole, notamment dans les plantations de cacao, de café, d’ananas et d’hévéa ; des garçons du Ghana ont été contraints de travailler dans le secteur minier ; des garçons du Togo ont été contraints de travailler dans la construction ; et des garçons du Bénin ont été contraints de travailler dans la menuiserie et la construction . Les filles recrutées au Ghana, au Togo et au Bénin pour travailler comme domestiques et vendeuses de rue étaient souvent soumises à des conditions de travail forcé. Des femmes et des filles ont également été recrutées au Ghana et au Nigéria pour travailler comme serveuses dans des restaurants et des bars et ont ensuite été soumises à la prostitution forcée. Les enfants victimes de la traite sont souvent confrontés à des traitements sévères et à des conditions de travail extrêmes.
En 2010, le gouvernement ivoirien n’a pas pleinement respecté les normes minimales pour l’élimination de la traite ; il a cependant fait des efforts considérables pour y parvenir. Malgré ces efforts importants, comme la condamnation d’un trafiquant sexuel, les efforts globaux du gouvernement pour lutter contre la traite ont été limités et inefficaces ; par conséquent, la Côte d’Ivoire a été placée sur la liste de surveillance de niveau 2 pour une troisième année consécutive. Le gouvernement a été entravé par l’absence d’un gouvernement cohérent, des ressources limitées et une connaissance insuffisante du phénomène de la traite des êtres humains parmi les responsables de l’application des lois et les juges. Le pays n’a jamais signalé de poursuites pour travail forcé d’enfants dans le secteur agricole. La police a fait preuve d’une faible compréhension de la traite des êtres humains en qualifiant les enfants découverts lors d’une descente dans une maison close de « prostituées volontaires » plutôt que de victimes présumées de la traite des êtres humains. La Côte d'Ivoire n'a pas non plus enquêté pour la troisième année consécutive sur les rapports d'ONG selon lesquels la police harcèle les femmes étrangères sans papiers se prostituant en exigeant des relations sexuelles en échange de leur non-arrestation. 
La Côte d'Ivoire a ratifié le Protocole TIP de l'ONU de 2000 en octobre 2012.
Le Bureau de surveillance et de lutte contre la traite des personnes du Département d'État américain a placé le pays au « niveau 2 » en 2017 et en 2023.
En 2023, l’indice du crime organisé a noté que la plupart des trafics impliquaient des ressortissants nigérians.

## Poursuite en 2010
Les lois du gouvernement de Côte d’Ivoire n’interdisent pas toutes les formes de traite et il n’existe pas de loi spécifique punissant ces infractions. Toutefois, l'article 378 du Code pénal interdit le travail forcé et prévoit une peine suffisamment sévère d'un à cinq ans d'emprisonnement et une amende d'environ 800 à 2 200 dollars. L'article 376 du Code pénal criminalise la conclusion de contrats qui privent une tierce personne de sa liberté, en prévoyant une peine suffisamment sévère de cinq à dix ans d'emprisonnement et une amende. Les articles 335 à 337 du code pénal interdisent le recrutement ou l'offre d'enfants à des fins de prostitution et prévoient des peines d'un à dix ans d'emprisonnement et une amende ; ces peines sont suffisamment sévères, mais ne sont pas proportionnelles aux peines prévues pour d'autres délits graves, comme le viol. La loi ivoirienne ne criminalise pas la traite des adultes à des fins d’exploitation sexuelle commerciale. Au cours de la période considérée, le gouvernement a condamné un trafiquant d’êtres humains. Une Nigériane a promis à deux jeunes filles du Nigéria un voyage aux États-Unis, mais les a plutôt transportées en Côte d'Ivoire et les a forcées à se prostituer en 2008 à Vavoua. En mai 2009, un tribunal de Daloa a reconnu le trafiquant coupable et l'a condamné à trois ans de prison et à une amende de 2 000 dollars, et l'ambassade du Nigéria à Abidjan a aidé les victimes à rentrer chez elles. Les cas de traite d’enfants suivants ont également été identifiés et ont fait l’objet d’une enquête par les forces de l’ordre au cours de la période considérée.
En février 2009, des trafiquants nigérians ont promis des emplois en Allemagne à quatre jeunes Nigérianes âgées de 16 à 19 ans, mais les ont transportées en Côte d'Ivoire et les ont forcées à se prostituer à Vaou ; les trafiquants ont échappé à la capture. En juin 2009, la police de Soubré a intercepté 15 enfants burkinabés qui étaient transportés en bus vers la Côte d'Ivoire à des fins d'exploitation par le travail et les a rendus à leurs parents ; les trafiquants ont échappé à la capture. En septembre 2009, une propriétaire de restaurant a attiré deux filles, âgées de 13 et 17 ans, à Odienné en leur promettant du travail, mais les a forcées à se prostituer. Les gendarmes ont arrêté la propriétaire du restaurant, mais l'ont ensuite relâchée après qu'elle ait payé une amende d'environ 100 $ aux familles des victimes.

## Protection en 2010
Le gouvernement ivoirien n’a pas déployé suffisamment d’efforts pour protéger les victimes de la traite au cours de l’année écoulée. Les autorités chargées de l’application de la loi n’ont pas déployé les efforts nécessaires pour identifier de manière proactive les victimes de la traite parmi les groupes vulnérables, tels que les enfants étrangers entrant dans le pays sans leurs parents, même si certaines victimes ont été identifiées au cours de l’année. Au cours de la période considérée, le gouvernement n’a proposé aucune formation spécialisée aux forces de l’ordre et au personnel de l’immigration sur l’identification et le traitement des victimes de la traite. Cependant, en partenariat avec l’OIT, le ministère de la Famille a organisé un atelier pour 25 familles qui se sont portées volontaires pour accueillir les victimes de la traite interceptées dans leurs communautés. Le gouvernement ne dispose d’aucun dispositif de prise en charge pour les victimes de la traite, qu’elles soient étrangères ou nationales. Il n’existait aucun programme de protection des témoins ni de restitution pour les victimes de la traite. Le gouvernement n’a ni encouragé ni découragé les victimes à participer aux enquêtes et aux poursuites relatives aux infractions de traite. Le ministère de la Famille a identifié certaines structures gouvernementales existantes qui pourraient être transformées en refuges et, entre-temps, a orienté les victimes vers des ONG qui proposaient un hébergement adapté. Alors que le ministère de la Famille et la Police nationale employaient une petite équipe de travailleurs sociaux pour aider les victimes de la traite après leur identification, le gouvernement s’appuyait sur les ONG pour l’assistance médicale et psychologique aux victimes, sans leur apporter en retour aucun soutien financier ou matériel. Le ministère de la Famille était chargé de rechercher un statut de résident temporaire en Côte d’Ivoire pour les victimes qui ne souhaitaient pas rentrer chez elles. Au cours de la période considérée, le ministère a aidé au rapatriement de 20 enfants victimes de la traite, dont neuf de Côte d’Ivoire, deux du Burkina Faso, trois du Bénin, trois du Ghana et trois du Togo. Tous les enfants ont été contraints de travailler dans le secteur informel. En juin 2009, la police ivoirienne a participé à un raid financé par des forces de l’ordre étrangères dans des fermes cultivant du cacao et des palmiers dans la région d’Aboisso, découvrant plus de 50 enfants travaillant sur place. Les autorités ivoiriennes ont déterminé que quatre de ces enfants étaient victimes de la traite et en ont rendu trois à leurs familles, tandis que le quatrième a été transféré au ministère de la Famille pour y être pris en charge. À la suite de descentes dans des maisons closes et des bars, les membres de la brigade des mœurs de la police ont demandé aux femmes prostituées si elles étaient victimes de trafiquants, mais n'ont pas enquêté plus avant si la réponse était négative. La réglementation protège les enfants victimes en ne permettant pas à la police d’interroger les enfants victimes présumées sans la présence d’un travailleur social. Les enfants victimes se voyaient attribuer un chargé de dossier du ministère de la Famille, chargé d’informer les victimes des procédures judiciaires, et ces chargés de dossier permettaient aux enfants de décider s’ils souhaitaient témoigner contre leurs trafiquants présumés.

## Prévention en 2010
Le gouvernement de Côte d’Ivoire a déployé des efforts soutenus et modestes pour prévenir la traite au cours de la période considérée, principalement par le biais de campagnes de sensibilisation du public, qui, selon le ministère de la famille, ont touché 11 000 résidents du pays. Le ministère de l’intérieur a diffusé des documents de sensibilisation à la lutte contre la traite des êtres humains auprès des policiers et des gendarmes aux postes frontières, ainsi que des conseils sur la manière d’enquêter sur ceux qui tentaient d’introduire des enfants en Côte d’Ivoire. Dans le but de réduire la demande d’actes sexuels commerciaux, la police a continué à effectuer des descentes périodiques dans les maisons closes et les bars soupçonnés d’exploiter des enfants dans le commerce du sexe. La Côte d'Ivoire n'est pas partie au Protocole de 2000 des Nations Unies sur la lutte contre la traite des personnes.